# Leptochilus metatarsalis
Leptochilus metatarsalis är en stekelart som beskrevs av Giordani Soika 1986. Leptochilus metatarsalis ingår i släktet Leptochilus och familjen Eumenidae. Inga underarter finns listade i Catalogue of Life.